# Linnéa Braun
Linnéa Braun Hendén, född 7 februari 1955 i Stockholm, är en svensk designer.
Braun, som är dotter till konstnären Armand Rossander och Rose Bauer-Albrechtson, studerade vid Stockholms Tillskärarakademi. Hon var skapare av och delägare i klädmärket X-it 1979–1986, frilansdesigner för Gulins Modehus från 1986, ägare av klädmärket The Shirt Factory från 1987, frilansdesigner för sportmärket SOS från 1987. Hon tilldelades Damernas Världs Guldknappen 1985. Hon skapade flygbolaget Scanairs sommaruniform 1988.